# Qian Hong
Qian Hong (chiń. upr. 钱红; chiń. trad. 錢紅; pinyin Qián Hóng; ur. 30 stycznia 1971 w Baoding), chińska pływaczka. Dwukrotna medalistka olimpijska.
Największe sukcesy odnosiła w stylu motylkowym, choć startowała również w dowolnym. Brała udział w dwóch igrzyskach (IO 88, IO 92), na obu olimpiadach zdobywała medale. Jej koronnym dystansem było 100 metrów stylem motylkowym, w 1988 wywalczyła na nim brązowy medal olimpijski, cztery lata później triumfowała. Była również mistrzynią świata w tej konkurencji (1991).